# Petroica de l'illa del Nord
El petroica de l'illa del Nord (Petroica longipes) és un ocell de la família dels petròicids (Petroicidae).

## Hàbitat i distribució
Habita boscos i vegetació secundària, localment a l'illa del Nord de Nova Zelanda i illes properes.